# Lakota (Wybrzeże Kości Słoniowej)
Lakota – miasto w środkowej części Wybrzeża Kości Słoniowej, stolica departamentu Lakota.

## Środowisko naturalne
W Lakocie panuje klimat tropikalny. Średnia roczna temperatura wynosi 25.8°C, najwyższa jest w lutym (27,1°C), zaś najniższa – w sierpniu (24,2°C). Średnia roczna suma opadów to 1437 mm, największe opady są w czerwcu, a najmniejsze od grudnia do lutego oraz od czerwca do lipca (różnica między opadami w najwilgotniejszym i najsuchszym miesiącu wynosi 202 mm).

## Demografia
W 2014 roku w Lakocie mieszkało 24 976 osób, z czego 54,6% stanowili mężczyźni.